# جوزيف إم. بومغارتن
جوزيف إم. بومغارتن (بالإنجليزية: Joseph M. Baumgarten)‏ هو عالم آثار أمريكي ونمساوي، ولد في 7 سبتمبر 1928 في فيينا في النمسا، وتوفي في 4 ديسمبر 2008 في القدس في إسرائيل.